# Bartholomaeus Pannonus
Frankfordinus, Bartholomeus Pannonius (Buda? , 1490 körül – ? , 1522 után) humanista, drámaíró, költő.

## Életrajza
Bartholomaeus Frankfordinus, vagy Frankfordinus, Bartholomeus Pannonius születési helye nem ismert, valamikor 1490 körül születhetett, családja talán Frankfurtból származott – újabb források szerint Budán született. Szatmári György pécsi püspök humanista köréhez tartozott. Tanulmányait a bécsi egyetemen folytatta. 1517-ben jött Budára. Bécsben 1516–1521 között, valószínűleg 1519-ben jelent meg Comoedia Gryllus című komédiája és ezzel egy könyvben dialógusa is: Inter Vigilantiam et Torporem dialogus címen. A Bécsben 1516-ban megjelent Batrachomyomachiat is valószínűleg ő fordította. A Homérosz-féle Békaegérharc (Batrakhomüomakhia), amely Bécsben 1516-ban jelent meg, neki ajánlották.
Munkáit Vargha Anna adta ki Budapesten, 1945-ben.

## Műve
Bartholomaei Pannoni comoedia Gryllus. Et ejusdem inter Vigilantiam et Torporem dialogus. (Hely és évszám nélkül, negyedrétű harmadfél íven.) E szindarabot György brandenburgi őrgrófnak ajánlotta, ki akkor Budán II. Lajos király udvarában élt. A színdarab után következik: Vigilantiae et torporis, virtute arbitra Bartholomaei Pannoni certamen